# بخش مرکزی شهرستان قائنات
بخش مرکزی شهرستان قائنات یکی از بخش‌های شهرستان قائنات در استان خراسان جنوبی ایران است. مرکز بخش شهر قائن می‌باشد.

## جمعیت
بنابر سرشماری مرکز آمار ایران، جمعیت بخش مرکزی شهرستان قائنات در سال ۱۳۸۵ برابر با ۶۴٬۹۴۰ نفر بوده است. بر پایه سرشماری عمومی نفوس و مسکن در سال ۱۳۹۰ جمعیت این بخش ۷۰٬۶۸۶ نفر (در ۱۹۴۳۲ خانوار) بوده‌است.